# 吉江省
吉江省是第二次国共内战前期，中共政权在东北设置的一个省。简要沿革为1946年1月12日辽北省委、省政府和辽北军区改为吉江省委、吉江行署和吉江军区，驻洮南。 1946年3月，吉江省辖区一分为二，在其东部组建新的中共吉江省委、吉江行政公署、吉江军区，驻郭前旗；在其西部与嫩江省南部地区合并组建嫩南区党委（省级）、嫩南行署、嫩南军区。1946年6月1日，吉江（省）行政区撤并入辽吉省与嫩江省。

## 沿革历史

### 第一个吉江省
1945年8月15日，抗日戰爭勝利。1945年9月下旬，按中共中央東北局指示，派栗又文、韩健在四平街籌建遼北省政府。國民政府在日本投降後設立了遼北省，省會設四平街，中共中央東北局沿用了這個區劃，省會亦駐四平街。1945年10月4日在四平成立了中共辽北省工作委员会，李海涛任省工委书记、辽北军区政委，倪志亮任辽北军区司令员。11月3日建立了辽北省委和省政府，省委书记郭述申兼辽北军区政委，副书记为李海涛、顾卓新，军区司令员倪志亮，省政府主席阎宝航（未到职），副主席栗又文。1945年12月6日后辽北省归中共西满分局领导。为将苏联军队驻扎的四平街让给了国民党辽北省政府，12月20日，辽北省委、辽北军区从四平撤到梨树县城，省、市政府機關撤到八面城。
遼北省設立時轄3個行政督察專員公署、1個省辖市、13個縣（旗）：
- 第一地委、遼源行政督察專員公署1945年11月成立，駐鄭家屯万字会院内，轄遼源（今雙遼市）、雙山、長嶺、通遼4個縣和東科中旗（今科左中旗）。地委书记薛少卿，地委组织部长区梦觉，地委社会部长安达仁，行政督察專員赵北克。
- 第二地委、懷德行政督察專員公署1945年12月成立，駐梨樹鎮，轄懷德、梨樹、昌圖3個縣
- 第三地委、西安行政督察專員公署1945年11月成立，駐西安（今遼源），轄西安（遼源）、西豐、東豐、海龍4個縣。

根据中共中央、东北局建设巩固的西满根据地的指针与“西满部队力争控制辽源、洮南，以便控制西满之广大地区”的部署，辽北省党、政、军机关于1945年底从梨树县、八面城向洮南转移。1946年1月12日，在轉移過程中接东北局《关于辽北省与吉林省合并的决定》，撤銷辽北省。原遼北省中長路以東4個縣劃歸中共吉遼省委遼北分省委領導，中長路以西8個縣旗歸遼西省二地委領導。
根据东北局的《关于辽北省与吉林省合并的决定》，辽北省委、省政府和辽北军区改为吉江省委、吉江行署和吉江军区，驻洮南。吉江的行政区包括：原属嫩江省白城子专署的洮南、开通、瞻榆、安广、大赉、郭前、扶余7个县（旗）；原属松江省的哈西专署的肇东、肇州、肇源3县；原属吉林省中长路以西的长春、德惠、农安、乾安4县。总共14个县由吉江行署管辖。新四军三师八旅二十二团、吉黑纵队、吉江军区的部队协同于1月29日从“光复军”手中解放洮南。吉江省委、行署、军区机关于2月上旬进入洮南。郭述申任省委书记兼军区政委，邵式平、顾卓新任省委副书记，栗又文任行署主任，倪志亮为司令员。开展建政、剿匪、反霸、扑灭鼠疫等工作。 
在洮南成立吉江民主建设学院，院长栗又文，1946年3月5日开学。后并入辽吉民主学院。
1946年3月，中共中央东北局决定，将原吉江省辖区一分为二，将其西部的洮南、开通、瞻榆、安广4县；嫩江省南部的景星、泰来、杜尔伯特、洮安、镇东、賚北6县（旗）；内蒙古所属的突泉县，共11个县，组建嫩南区党委（省级）、行署，军区。由原吉江省委、行署、军区，分别改为嫩南区党委、行署、军区，负责根据地建设，并与齐齐哈尔以北的嫩江省部队南北夹击在齐齐哈尔市内的国民党嫩江省政府的2万余人马。区党委副书记顾卓新兼嫩南行署主任。1946年4月24日，齐齐哈尔解放。1946年5月中旬西满分局决定，撤消嫩南区党委、行署、军区，辖区位于嫩江以北的各县并入嫩江省，以南的各县并入吉辽省。嫩南区党政军机关主体并入西满分局。 

### 第二个吉江省
1946年3月，中共中央东北局决定，将原吉江省辖区一分为二，在其东部组建新的中共吉江省委员会、吉江行政公署、吉江军区，受西满分局领导，辖10县（旗），即大赉、扶余、乾安、农安、德（惠）农（安）、长春、肇源、肇州、肇东等县和郭前旗。新的吉江省负责长春、农安前沿区各县的对敌斗争。
- 省委书记刘震（新四军第三师副师长兼）
- 省委副书记刘彬
- 省委委员：刘震、刘彬、喻屏、郭峰、宋乃德
- 省委组织部：部长喻屏
- 省委宣传部：部长刘彬
- 吉江省行政公署：
  - 主任郭峰
  - 副主任宋乃德
- 吉江军区：以新四军第三师第八旅与第十旅为基础，另辖乾安、郭前旗等4个县（旗）大队和扶余等3个县保卫团。
  - 军区司令员：刘震
  - 军区政治委员：刘震（兼）
  - 军区参谋长：沈启贤

1946年6月1日，原辽西省委、行政公署、军区改为辽吉省委、行政公署、军区。吉江省位于松花江以南的大赉、乾安、农安、德（惠）农（安）、长春县、郭前旗归属辽吉省，为辽吉第三地委、第三专署、第三军分区，为对长春之敌的前沿拉锯区；位于松花江以北的扶余、肇源、肇州、肇东等县成立嫩江省第四地委、第四专区、第四军分区，为后方的根据地。郭峰为辽吉三专署专员兼辽吉三军分区司令员。